# FFA Cup 2019
La Westfield FFA Cup 2019 è stata la 6ª edizione della coppa australiana di calcio. La competizione è iniziata il 10 febbraio 2019 ed è terminata il 23 ottobre 2019.
L'Adelaide Utd ha vinto la competizione per il secondo anno consecutivo.

## Squadre partecipanti
Alla fase finale della competizione partecipano 32 squadre: 10 partecipanti alla A-League, 1 vincitore della NPL e 21 squadre provenienti dalle serie inferiori e vincitrici dei turni preliminari.
| A-League | Livello 2 | Livello 3                                      | Livello 4       |
| - Adelaide Utd - Brisbane Roar - C.C. Mariners - Melbourne City - Melbourne Victory - Newcastle Jets - Perth Glory - Sydney FC - Wellington Phoenix - Western Sydney | - Adelaide Olympic - Bayswater City - Brisbane Strikers - Campbelltown City - Darwin Olympic - Edgeworth - Floreat Athena - Hume City - Magpies Crusaders Utd - Maitland - Manly Utd - Marconi Stallions - Melbourne Knights - Mt. Druitt Town Rangers - Olympic FC - South Hobart - Sydney Utd 58 - Tigers FC | - Bulleen Lions - Moreland Zebras - St. George | - Coomera Colts |

## Calendario
| Turno                | Date                        | Numero di incontri | Numero di squadre |
| -------------------- | --------------------------- | ------------------ | ----------------- |
| Turni preliminari    | 9 febbraio - 25 giugno 2019 | 869                | 736 → 32          |
| Sedicesimi di finale | 24 luglio - 7 agosto 2019   | 16                 | 32 → 16           |
| Ottavi di finale     | 21-28 agosto 2019           | 8                  | 16 → 8            |
| Quarti di finale     | 17-18 settembre 2019        | 4                  | 8 → 4             |
| Semifinali           | 1-2 settembre 2019          | 2                  | 4 → 2             |
| Finale               | 23 ottobre 2019             | 1                  | 2 → 1             |

## Turni preliminari
I 21 slot riservati alle squadre delle serie inferiori sono assegnati tramite otto turni preliminari, ai quali partecipano un totale di 736 squadre.
| Federazione regionale | Competizione                    | Qualificate ai sedicesimi |
| --------------------- | ------------------------------- | ------------------------- |
| Capital Football      | Capital Football Federation Cup | 1                         |
| Football NSW          | Waratah Cup                     | 5                         |
| NNSWF                 | NNSWF State Cup                 | 2                         |
| FNT                   | NT FFA Cup                      | 1                         |
| Football Queensland   | Kappa Queensland Cup            | 4                         |
| FSA                   | SA Federation Cup               | 1                         |
| Football Tasmania     | Milan Lakoseljac Cup            | 1                         |
| Football Victoria     | Dockerty Cup                    | 4                         |
| Football West         | State Cup                       | 2                         |

## Sedicesimi di finale
Il sorteggio per i sedicesimi di finale si è tenuto il 26 giugno 2019. La squadra della divisione più bassa è il Coomera Colts, unico club di quarta divisione presente in questa fase.
| Squadra 1               | Risultato       | Squadra 2          |
| ----------------------- | --------------- | ------------------ |
| 24 luglio 2019          |                 |                    |
| Olympic FC              | 5 - 2           | Bayswater City     |
| Adelaide Olympic        | 4 - 3           | Floreat Athena     |
| Darwin Olympic          | 0 - 3           | Edgeworth          |
| Bulleen Lions           | 1 - 1 (2-3 dtr) | Moreland Zebras    |
| Magpies Crusaders Utd   | 2 - 1           | Coomera Colts      |
| Mt. Druitt Town Rangers | 2 - 2 (2-4 dtr) | Manly Utd          |
| 31 luglio 2019          |                 |                    |
| Campbelltown City       | 1 - 3           | Melbourne City     |
| Maitland                | 0 - 2           | C.C. Mariners      |
| Tigers FC               | 0 - 2           | Hume City          |
| South Hobart            | 0 - 3           | Marconi Stallions  |
| St. George              | 3 - 5 (dts)     | Sydney Utd 58      |
| 7 agosto 2019           |                 |                    |
| Melbourne Knights       | 2 - 5           | Adelaide Utd       |
| Brisbane Strikers       | 2 - 2 (4-2 dtr) | Wellington Phoenix |
| Melbourne Victory       | 2 - 3 (dts)     | Newcastle Jets     |
| Sydney FC               | 0 - 2           | Brisbane Roar      |
| Perth Glory             | 1 - 2 (dts)     | Western Sydney     |

## Ottavi di finale
| Squadra 1         | Risultato | Squadra 2             |
| ----------------- | --------- | --------------------- |
| 21 agosto 2019    |           |                       |
| Olympic FC        | 2 - 3     | Adelaide Utd          |
| Edgeworth         | 1 - 5     | Newcastle Jets        |
| Marconi Stallions | 1 - 2     | Melbourne City        |
| Moreland Zebras   | 4 - 0     | Magpies Crusaders Utd |
| 28 agosto 2019    |           |                       |
| Brisbane Strikers | 1 - 0     | Manly Utd             |
| Sydney Utd 58     | 1 - 7     | Western Sydney        |
| C.C. Mariners     | 3 - 2     | Brisbane Roar         |
| Adelaide Olympic  | 1 - 3     | Hume City             |

## Quarti di finale
| Squadra 1         | Risultato | Squadra 2       |
| ----------------- | --------- | --------------- |
| 17 settembre 2019 |           |                 |
| C.C. Mariners     | 1 - 0     | Hume City       |
| Adelaide Utd      | 1 - 0     | Newcastle Jets  |
| 18 settembre 2019 |           |                 |
| Brisbane Strikers | 3 - 2     | Moreland Zebras |
| Western Sydney    | 0 - 3     | Melbourne City  |

## Semifinali
| Squadra 1         | Risultato | Squadra 2      |
| ----------------- | --------- | -------------- |
| 1º ottobre 2019   |           |                |
| Brisbane Strikers | 1 - 5     | Melbourne City |
| 3 ottobre 2019    |           |                |
| C.C. Mariners     | 1 - 2     | Adelaide Utd   |

## Finale
| Arbitro: | A. King |

|                                                 |           |  |
| Toure 25’ Halloran 49’ Mileusnic 60’ McGree 75’ | Marcatori |  |